# Neuroleon (Neuroleon) aguilari
Neuroleon (Neuroleon) aguilari is een insect uit de familie van de mierenleeuwen (Myrmeleontidae), die tot de orde netvleugeligen (Neuroptera) behoort. 
Neuroleon (Neuroleon) aguilari is voor het eerst wetenschappelijk beschreven door Navás in 1930.